# يقطوم صغير
يقطوم صغير (الاسم العلمي: Telephium exiguum) هي نوع نباتي يتبع جنس اليقطوم من فصيلة القرنفلية.